# Ben Wiggins
Ben Wiggins (* 26. März 2005 in Ormskirk) ist ein britischer Radrennfahrer.

## Sportlicher Werdegang
Wiggins wuchs mit verschiedenen Sportarten auf, so spielte er während seiner gesamten Schulzeit Rugby. Auch wenn er schon immer im Radsport aktiv war, begann er erst 2021 Radrennen zu fahren. 2022 wurde er Mitglied im Fensham Howes-MAS Team, das von Giles Pidcock, dem Vater von Thomas Pidcock geführt wird. Seine ersten internationalen Erfolge erzielte er auf der Bahn bei den Europameisterschaften 2022, wo er Europameister im Punktefahren wurde und mit dem Team Bronze in der Mannschaftsverfolgung gewann. Bei den Europameisterschaften 2023 gewann Wiggins im Juni drei Medaillen, einen Monat später wurde er gemeinsam mit Matthew Brennan Junioren-Weltmeister im Madison. Auch auf der Straße erzielte er 2023 seine ersten zählbaren Erfolge: Im UCI Men Juniors Nations’ Cup gewann er die Gesamtwertung der Trophée Centre Morbihan, bei den Weltmeisterschaften im heimischen Glasgow wurde er Vizeweltmeister im Einzelzeitfahren der Junioren.
Zur Saison 2024 wurde Wiggins Mitglied im Nachwuchsteam Hagens Berman Jayco. Auf der Straße blieb er 2024 ohne zählbare Erfolge. Auf der Bahn gewann er bei den U23-Europameisterschaften in Cottbus zwei Silbermedaillen.

## Familie
Ben Wiggins ist der Sohn von Bradley Wiggins und der Enkel von Gary Wiggins.

## Erfolge

### Straße
2023
- Junioren-Weltmeisterschaften – Einzelzeitfahren
- Gesamtwertung Trophée Centre Morbihan

### Bahn
2022
- Junioren-Europameister – Punktefahren
- Junioren-Europameisterschaften – Mannschaftsverfolgung (mit Dylan Hicks, Noah Hobbs und Joshua Tarling)
- Britischer Junioren-Meister – Einerverfolgung

2023
- Junioren-Weltmeister – Madison (mit Matthew Brennan)
- Junioren-Europameisterschaften – Mannschaftsverfolgung (mit Jed Smithson, Luke Finlay Tarling und Matthew Brennan)
- Junioren-Europameisterschaften – Madison (mit Matthew Brennan)
- Junioren-Europameisterschaften – Einerverfolgung

2024
- U23-Europameisterschaften – Punktefahren, Madison (mit Noah Hobbs)

2025
- U23-Europameister – Mannschaftsverfolgung (mit Elliot Rowe, Noah Hobbs, Josh Charlton und William Salter)
- U23-Europameisterschaften – Zweier-Mannschaftsfahren (mit Noah Hobbs)